# Laura (Scissor Sisters)
Laura è un singolo del gruppo glam rock statunitense Scissor Sisters, pubblicato nel 2003 ed estratto dal loro eponimo album di debutto Scissor Sisters.

## Tracce
- 12" (UK)

1. Laura – 3:36
2. Laura (City Hi-Fi vocal mix) – 4:24
3. Available (For You) – 3:40

- CD (UK)

1. Laura – 3:36
2. Laura (City Hi-Fi vocal mix) – 4:24
3. Available (For You) – 3:40
4. Laura (music video)